# IC 2971
IC 2971 је спирална галаксија у сазвјежђу Велики медвјед која се налази на листи објеката дубоког неба у Индекс каталогу.
Деклинација објекта је + 30° 41' 51" а ректасцензија 11h 53m 27,5s. Привидна величина (магнитуда) објекта IC 2971 износи 14,9 а фотографска магнитуда 15,7. IC 2971 је још познат и под ознакама CGCG 157-49, NPM1G +30.0247, PGC 37275.